# Нойхаузен (Энцкрайс)
Нойхаузен (нем. Neuhausen) — община в Германии, районный центр, расположен в земле Баден-Вюртемберг.
Подчиняется административному округу Карлсруэ. Входит в состав района Энц. Население составляет 5307 человек (на 31 декабря 2010 года). Занимает площадь 29,76 км².